# Михайлівка (Добровеличківська селищна громада)
Миха́йлівка — село в Україні, у Добровеличківській селищній громаді Новоукраїнського району Кіровоградської області. Населення становить 94 (станом на 31.07.2009) осіб. Орган місцевого самоврядування — Добровеличківська селищна рада.

## Географічне розташування села
Михайлівка розташована в південно-західній частині колишнього Добровеличківського району за 1,4 км від кордону Кіровоградської області з Миколаївською областю; за 2 км від шляху Піщаний Брід — Лиса Гора. Сполучення з селом автобусне, непряме (зупинка на шляху Піщаний Брід — Лиса Гора).
Село складається з двох вулиць, розташованих по обидві сторони балки річки Мазниця (впадає в р. Чорний Ташлик).

## Історія села
Село було засноване в другій половині XIX ст. За поширеною в селі версією, першопоселенцями була родина Михайленків, на честь яких і було названо село. Частина першопоселенців була вихідцями з сучасного Городенківського району Івано-Франківської області — тому поширеним в селі було і є прізвище Городенко.
Михайлівка дуже постраждала від Голодомору: населення села зменшилось (приблизно) на третину. Частині (переважно молоді) вдалось втекти для навчання в ФЗУ — саме тоді була започаткована «михайлівська колонія» в Донбасі.
Друга світова війна прокотилась через село без значних руйнувань — боїв ні в селі, ні біля села не було. (За неперевіреними даними мала місце одна перестрілка між наступаючими радянськими і відступаючими німецькими військами в районі сучасного Лисогірського лісового насадження — за 3 км на південний схід від села). І хоча в селі знаходиться братська могила загиблим радянським солдатам, сталось це не через бої, а через отруєння метиловим спиртом, залишеного відступаючими німцями. Частина селян загинула в війні, частину було вивезено на примусові роботи до Німеччини.
В даний час спостерігається поступове зменшення населення села, що пов'язано зі складною соціально-економічною ситуацією (відсутність постійної роботи, відсутність пошти, школи, дитячого садочка, стаціонарного магазину) та переважанням мешканців пенсійного віку. Населення навіть за невеликий час існування даної статті зменшилось зі 153 (перепис 2001 р.) до 94 (2009 р.) осіб.

## Населення
Згідно з переписом УРСР 1989 року чисельність наявного населення села становила 166 осіб, з яких 67 чоловіків та 99 жінок.
За переписом населення України 2001 року в селі мешкали 153 особи.

### Мова
Розподіл населення за рідною мовою за даними перепису 2001 року:
| Мова       | Відсоток |
| ---------- | -------- |
| українська | 88,89 %  |
| молдовська | 7,84 %   |
| білоруська | 1,31 %   |
| російська  | 1,31 %   |
| інші       | 0,65 %   |

## Економіка села
Михайлівка створювалось на вільних землях, тому селяни мали землю в приватній власності. На початку 1930-х років селянські землі було конфісковано до колгоспу, багато селян загинуло під час Голодомору. Після другої світової війни і до укрупнення колгоспів в селі існував власний досить успішний колгосп «Рассвєт» (об'єднував Михайлівку і сусіднє село Новомиколаївку). Потім село було визнано непереспективним, було закрито школу (1968) і пошту, а колгосп об'єднано з сусіднім селом Гнатівкою в колгосп «ім. Куйбишева» . Відтоді село почало занепадати — люди виїжджали в інші села та в міста. В кінці 1980-их Михайлівка від'єдналось від колгоспу ім. Куйбишева — було створене «господарство ЗБМ» (під опікою Помічнянського заводу будівельних матеріалів). Тим не менше, на початку Незалежності в селі знаходилось птахоферма, тракторна бригада, кілька корівників, вівчарник, критий тік. Після проведення аграрних реформ і розпаювання земель (друга половина 1990-их) більша частина згаданих споруд була розібрана. На початку 2000-их років (за підтримки Л. П. Супрун — депутата Верховної Ради від округу № 101, у який тоді входило село) було збудоване приміщення, у якому планувалось розмістити дитячий садочок, початкову школу та ФАП. Але через відсутність у сільської ради необхідного фінансування зараз там функціонує лише ФАП. Станом на 2009 рік в селі працює кілька орендарів, які обробляють орендовану в селян землю. Найбільшим орендарем в селі на 2009 рік є Сільське Фермерське Господарство «Євген», очолюване Куделею М. М.

## Цікавинки села
Михайлівка розташована в екологічно чистій місцевості, віддаленій від міст та великих сіл. Біля села розташовано 4 ставки, ліс, сад, ділянки нерозораного степу. Все це та наявність в селі недорогих і якісних натуральних харчів роблять Михайлівку ідеальним місцем відпочинку від міських проблем та стресів. Особливу увагу хочеться віддати сосновому бору, який знаходиться недалеко від автошляху Піщаний Брід — Первомайськ. Сосновий бір багатий на цілюще хвойне повітря, різні види грибів та лікарських трав. Поруч з бором розташований ставок, багатий на різні види риби.

## Вихідці з села
В даний час вихідці з Михайлівки та їх нащадки мешкають в багатьох містах і селах України (зокрема в Кропивницькому, Донецьку, Помічній, Первомайську), а також в Російській Федерації (Мурманськ, Сургут, Петропавловськ-Камчатський).